# Ермолова, Валентина Ивановна
Валентина Ивановна Ермолова (7 февраля 1940, Топчихинский район, Алтайский край — 19 февраля 2023, Киев) — советский и украинский прозаик, сценарист. Член Национального союза кинематографистов Украины (1978), Национального союза писателей Украины (1979). Заслуженный работник культуры Украины (2000).

## Биография
Родилась 7 февраля 1940 года в селе Староалейка, Алтайский край, в семье рабочего.
Работала в газетах и на телевидении (1957—1960).
В 1967 году окончила сценарный факультет Всесоюзного государственного института кинематографии (класс И. Маневича).
С 1967 по 1975 год работала сценаристом «Киевнаучфильма». Её работы отмечены наградами на кинофестивалях в Кортина-д’Ампеццо (1969), Праге (1978), Свердловске (1977).
С 1975 года — профессиональный литератор. Пишет социально-психологические произведения о драме талантливых, но нереализованных творческих личностей; об иллюзии и заблуждение, поиске истины и своего места в нестабильном мире; о человеческих проблемах, повлёкших большой геополитический кризис. Произведения Ермоловой переведены на болгарский, немецкий, польский, словенский, французский, чешский языки.
Лауреат литературной премии им. В. Короленко (1990), международной литературной премии им. Ю. Долгорукого (2004), награждена орденом «За заслуги» III степени (2011), орденом Дружбы (2003).
Председатель Украинского общества русской культуры «Русь», Ассоциации русских и русскоязычных писателей Украины.
В 2005 году подписала коллективное письмо в защиту русского языка на Украине.
С 2006 по 2010 год входила в состав Совета по вопросам этнонациональной политики.
Скончалась 19 февраля 2023 года.

## Работы
Сценарии
- Земля моя, судьба моя (2000);
- В этом прекрасном и яростном мире (1971);
- Контакты (1976).

Библиография
- «В грозу на качелях» (повесть, Киев, 1975);
- «Мужские прогулки» (роман, Киев, 1979);
- «Планета Вода» (роман, Киев, 1983);
- «И жизни пир веселый» (роман, Киев, 1990);
- «Призраки площадей» (роман, Киев, 1998);
- «Пелынь судеб наших» (роман, Киев, 2003);
- «Мой вечереющий сад» (роман, Киев, 2014).

## Награды и премии
- Орден «За заслуги» III степени (24 июня 2011 года) — за значительный личный вклад в социально-экономическое, научно-техническое, культурно-образовательное развитие Украинского государства, весомые трудовые достижения, многолетний добросовестный труд и по случаю 15-й годовщины Конституции Украины[7].
- Орден Дружбы (11 ноября 2003 года, Россия) — за плодотворную деятельность по сближению и взаимообогащению культур наций и народностей, укреплению мира, сотрудничества и дружественных отношений между народами Российской Федерации и стран Содружества Независимых Государств[8].
- Заслуженный работник культуры Украины (7 февраля 2000 года) — за весомый личный вклад в развитие и сохранение русской культуры в Украине, многолетнюю плодотворную литературную деятельность[9].
- Почётный диплом Правительственной комиссии по делам соотечественников за рубежом в номинации «Культура» (2008)[10].
- Литературная премия им. В. Короленко (1990).
- Международная литературная премия им. Ю. Долгорукого (2004).